# Memorial Verônica Tembé
O Memorial dos Povos Originários Verônica Tembé é um centro etnológico e museológio de, estudo, salvaguarda e, difusão da cultura material e imaterial ancestral amazônida (memorial à cultura dos povos indígenas) criado em 2021 às margens do lago Água Preta, situado na Casa da Mata no Parque Estadual do Utinga, na cidade brasileira de Belém (estado do Pará). Memorial batizado em homenagem a cacica Tembé-Tenetehara, Verônica Tembé  (in memoriam), a primeira liderança indígena feminina da etnia e articuladora política indígena na região.
Anualmente no dia 19 de abril, vários países do continente latino-americano, celebram o Dia dos Povos Indígenas. Data foi criada pelo então presidente Getúlio Vargas, em referência ao dia em que representantes de várias etnias do continente reuniram-se em 1940 no Primeiro Congresso Indigenista Interamericano.
Das 26 unidades de conservação paraenses, o Parque Estadual do Utinga é o primeiro do tipo a receber um espaço de valorização dos povos indígenas. O primeiro espaço dedicado exclusivamente à promoção da história e cultura dos povos originários da Amazônia no estado do Pará, contando com um acervo onde pode-se ter contato com a história, memória e, tradição dos povos que estão presentes na região desde antes a chegada dos portugueses, uma parte do arcabouço histórico paraense, contado pelas etnias Tapajó e Urucucu (ou Aruryucuzes), juntados através do projeto do norte-americano Davi Richarson e sua então esposa indígena. O parque e o memorial são administrados pela Organização Social Pará 2000 e pelo orgão governamental Instituto de Desenvolvimento Florestal e da Biodiversidade (Ideflor-bio).

## História
O Parque Estadual do Utinga Camilo Vianna é uma unidade de conservação brasileira de nível estadual de Proteção Integral criada em 1993 e administrada pelo instituto Ideflor-bio com o objetivo de preservar ecossistemas naturais de relevância ecológica e beleza cênica, estimular a realização de pesquisas científicas e incentivar o desenvolvimento de atividades de educação ambiental, incluindo o turismo ecológico.
No interior do Parque, na área da Casa da Mata, projetado no ano de 1994 pelo arquiteto Milton Monte durante a gestão do então governador Jader Barbalho. Este após requalificação, tornou-se um centro de exposições que visa a promoção da cultura indígena. O nome do espaço homenageia Verônica Tembé - Hai Rong Tuihaw - a primeira cacica feminina da etnia Tembé-Tenetehara, que destacou-se como uma notável articuladora política que lhe rendeu o reconhecimento como uma das mais importantes lideranças indígenas da Amazônia paraense, contribuindo diretamente para a consolidação de outras lideranças femininas.
Nascida em 1917 na aldeia do Cocal, região do Gurupi e Guamá, foi a primeira articuladora política que reuniu os Tembé da região, em torno do novo assentamento, a aldeia Teko Haw, e homologação da terra indígena do alto rio Guamá em 1993 e, preservação da identidade Tenetehara. Verônica também foi uma grande conhecedora da medicina tradicional e da história de seu povo, responsável por organizar festas e aprendizado da cosmologia e a língua dos jovens. Sua militância foi essencial para a homologação em 1993 da Terra Indígena do Alto Rio Guamá (TIARG).
Verônica Tembé faleceu em 2013, aos 97 anos de idade. Alguns anos depois, em janeiro de 2021, às vésperas de completar 405 anos de fundação portuguesa, a cidade de Belém do Pará ganha o primeiro espaço dedicado exclusivamente à salvaguarda e valorização da cultura material e imaterial dos povos indígenas no Pará, feito em parceria com a Secretaria de Estado de Cultura (SECULT).

## Ocupação pré-cabralina
Os antigos habitantes da pré-história brasileira são divididos em três grupos, de acordo com o modo de vida e ferramentas. Assim, temos: povos caçadores-coletores, povos do litoral e, povos agricultores. Estes grupos foram posteriormente rotulados pelos colonizadores europeus como "índios".
A presença humana na região marajoara (arquipélago do Marajó) e na região tapajonica (atual cidade brasileira de Santarém) no estado do Pará ocorrem desde o século 3000 a.C., período tambem chamado de pré-cabralino, época em que a produção artísticas destas duas regiões se destacaram.
A cidade de Santarém, próxima a junção dos rios Tapajós e Amazonas, no estado do Pará é o local de origem dos objetos que compõem o acervo do Memorial Verônica Tembé, dos indígenas das etnias Tapajó e Urucucu (ou Aruryucuzes), que foram juntado pelo historiador e ex-curador norte-americano Davi Richarso. A produção ceramística são ricamente decorados com pinturas, desenho e relevos com figuras humanas ou de animais, produziu também objetos e estatuetas de formas variadas. Essa cultura prosseguiu até a chegada dos colonizadores europeus, que por volta do século XVII desapareceu.

## Acervo
O acervo do Memorial Verônica Tembé, são peças que inicialmente estavam expostas no antigo Museu do Índio (Centro de Valorização da Sabedoria Indígena) antes localizado na vila de Alter do Chão (Santarém), é composto de 168 itens que estão em exposição, de uma coleção de mais de 1 700 peças que ainda estão sendo restauradas pelo Sistema Integrado de Museus e Memoriais do Pará (SIMM/Secult). Utensílios e objetos relacionados à subsistência dos povos originários e que refletem os costumes e saberes ancestrais das diversas etnias indígenas que ainda residem na região amazônica. Futuramente este acervo retornará a seu município de origem. Os objetos refletem os costumes e saberes de diversas etnias da Amazônia.

## Coleção de Davi Richarson
A coleção de cerca de 1 700 peças peças entre, instrumentos musicais, artefatos de madeira, trançados de palha, cordões e peças de cerâmica feitas por 70 povos nativos da região amazônica e do estado brasileiro do Mato Grosso, era de propriedade modernamente do norte-americano Davi Richarson e na época sua esposa uma indígena da região tapajonica, Maria Antônia Kaxinawá.
Mas devido uma determinação da Justiça e um litígio conjugal a coleção foi repassada ao Sistema Integrado de Museus e Memoriais do Pará (SIMM/Secult), com sede na cidade brasileira de Belém do Pará. A coleção está em processo de repatriação para a cidade de Santarém, para reabertura do Museu do Índio, que está sendo feita pela Secretaria Estadual de Cultura, Secretaria Municipal de Cultura de Santarém, Centro Regional de Governo, Instituto Histórico e Geográfico do Tapajós (IGTAP).
Em 1997, a coleção de Davi Richarson e Maria Antônia Kaxinawá foi tombado em nível estadual pelo Departamento de Patrimônio Histórico Artístico e Cultural do Estado do Pará (DPHAC).